# Dobrovnik
Dobrovnik (pronuncia /dɔˈbrɔ́ːwnik/; in ungherese Dobrónak) è un comune di 1 380 abitanti, della regione statistica della Murania della Slovenia.
Il comune è ufficialmente bilingue sloveno e ungherese.

## Geografia antropica

### Insediamenti
Il comune è diviso in 2 insediamenti (naselja):
- Strehovci
- Žitkovci

## Società

### Etnie e minoranze straniere
| %      | Ripartizione linguistica (gruppi principali) |
| ------ | -------------------------------------------- |
| 1,45%  | madrelingua croata                           |
| 55,47% | madrelingua ungherese                        |
| 39,10% | madrelingua slovena                          |